# Africada postalveolar sorda
L'africada postalveolar sorda és un so de la parla que se simbolitza [ʧ] en l'AFI (sovint amb una lligadura superior, [tʃ͡], per indicar que es tracta d'un so únic format per dues fases). En la notació romànica es representava [č]. És un so bastant freqüent en els idiomes del món, present a paraules com la castellana "coche" o l'albanesa "çelur"

## Característiques
- És un so africat perquè té una primera fase oclusiva, on es talla el corrent d'aire i després una fricció
- És una consonant sorda, ja que no hi ha vibració de les cordes vocals en produir-la
- És un so oral, l'aire només surt per la boca

## En català
El català posseeix aquest so, que apareix a mots com "despatx". Pot escriure's amb el dígraf "tx", amb el dígraf "ig" a final de mot (raig) o sorgir de l'ensordiment puntual del fonema /dʒ͡/, o de l'africació del fonema /ʃ/ habitual en català occidental a principi de mot o rere de nasal, com al mot "panxa".